# Roberta Mattei
Roberta Mattei (Roma, 7 dicembre 1983) è un'attrice italiana.

## Biografia
Roberta Mattei nasce a Roma nel 1983 e inizia a studiare recitazione nel 1999 sotto la guida di Flavio Albanese. Nel 2008 si diploma alla scuola nazionale di cinema. Molto attiva in teatro, esordisce in televisione con la sitcom Sweet India nel 2006 ed inizia a prendere parte in alcuni piccoli ruoli a serie televisive come R.I.S. Roma - Delitti imperfetti e Don Matteo. Nel 2014 interpreta Lucia Monti nella miniserie L'ultimo papa re.
Il suo primo ruolo al cinema arriva nel 2015, quando dà il volto ad uno dei personaggi principali del film Non essere cattivo di Claudio Caligari, presentato fuori concorso alla 72ª Mostra internazionale d'arte cinematografica di Venezia. L'anno successivo è nuovamente al cinema nel ruolo di Annarella, la compagna tossicodipendente del personaggio interpretato da Stefano Accorsi in Veloce come il vento, per il quale viene candidata al David di Donatello per la migliore attrice non protagonista 2017.

## Filmografia

### Cinema
- Non essere cattivo, regia di Claudio Caligari (2015)
- Veloce come il vento, regia di Matteo Rovere (2016)
- La ragazza del mondo, regia di Marco Danieli (2016)
- Omicidio all'italiana, regia di Maccio Capatonda (2017)
- Edhel, regia di Marco Renda (2017)
- La banda dei tre, regia di Francesco Dominedò (2017)
- Il grande salto, regia di Giorgio Tirabassi (2019)
- Il primo Natale, regia di Ficarra e Picone (2019)
- Last Words, regia di Jonathan Nossiter (2020)
- Polvere, regia di Antonio Romagnoli (2020)
- Padre Pio, regia di Abel Ferrara (2022)
- Con la grazia di un Dio, regia di Alessandro Roja (2023)
- L'ultima settimana di settembre, regia di Gianni De Blasi (2024)

### Televisione
- Sweet India – sit-com (2006)
- R.I.S. Roma 2 - Delitti imperfetti – serie TV, episodio 2x04 (2011)
- Nero Wolfe – serie TV, episodio 1x2 (2012)
- Don Matteo – serie TV, episodio 9x20 (2014)
- L'ultimo papa re – miniserie TV (2014)
- Una pallottola nel cuore – serie TV, episodio 1x1 (2014)
- Un passo dal cielo – serie TV, episodio 4x7 (2017)
- Solo – serie TV (2018)
- Zero – serie TV, 3 episodi (2021)
- Anna – miniserie TV, 4 puntate (2021)
- Never too late – serie TV (2024)

### Cortometraggi
- So che c'è un uomo, regia di Gianclaudio Cappai (2009) – mediometraggio
- Dimmi cosa vedi, regia di Dario Iurilli (2010)
- Aiko, regia di Margherita Ferri (2010)
- Nati per correre, regia di Michele Vannucci (2012)

## Riconoscimenti
- David di Donatello 2017 – Candidatura come migliore attrice non protagonista per Veloce come il vento